# Hot Fuss
Albums de The Killers
Sam's Town
(2006)
Hot Fuss est le premier album du groupe de rock américain The Killers. Il est paru en 2004 et s'est écoulé à plus de 6 millions d'exemplaires.

## Liste des titres
1. Jenny Was A Friend Of Mine (4:03)
2. Mr. Brightside (3:42)
3. Smile Like You Mean It (3:54)
4. Somebody Told Me (3:17)
5. All These Things That I've Done (5:01)
6. Andy, You're A Star (3:14)
7. On Top (4:19)
8. Change Your Mind (3:10)
9. Believe Me Natalie (5:06)
10. Midnight Show (4:02)
11. Everything Will Be Alright (5:45)
12. Bonus Track : Glamorous Indie Rock & Roll (4:17)
13. Bonus Track French album (?) : Mr. Brightside - Jacques Lu Cont's Mix (4:38)

## Classements et certifications
| Classement musical                         | Meilleure position |
| ------------------------------------------ | ------------------ |
| Allemagne (Media Control AG)               | 75                 |
| Australie (ARIA)                           | 1                  |
| Autriche (Ö3 Austria Top 40)               | 60                 |
| Belgique (Flandre Ultratop)                | 95                 |
| Belgique (Wallonie Ultratop)               | 66                 |
| Canada (Canadian Albums Chart)             | 4                  |
| Espagne (Promusicae)                       | 35                 |
| États-Unis (Billboard 200)                 | 7                  |
| Finlande (Suomen virallinen lista)         | 15                 |
| France (SNEP)                              | 8                  |
| Grèce (IFPI Grèce)                         | 7                  |
| Irlande (Irish Recorded Music Association) | 1                  |
| Italie (FIMI)                              | 36                 |
| Nouvelle-Zélande (RIANZ)                   | 5                  |
| Pays-Bas (Mega Album Top 100)              | 46                 |
| Royaume-Uni (UK Albums Chart)              | 1                  |
| Suisse (Schweizer Hitparade)               | 48                 |

| Pays        | Ventes      | Certifications |
| ----------- | ----------- | -------------- |
| Allemagne   | 100 000 +   | Or             |
| Argentine   | 20 000 +    | Or             |
| Australie   | 280 000 +   | 4 × Platine    |
| Belgique    | 15 000 +    | Or             |
| Canada      | 300 000 +   | 3 × Platine    |
| États-Unis  | 3 000 000 + | 3 × Platine    |
| France      | 100 000 +   | Or             |
| Royaume-Uni | 2 100 000 + | 7 × Platine    |

## Accueil critique
L'album a recueilli dans l'ensemble d'assez bonnes critiques musicales, obtenant un score de 66⁄100, sur la base de 20 critiques collectées, sur Metacritic.